# Erika Kovacs
Erika Kovacs (ur. 18 maja 1973 w Miercurea-Ciuc) – rumuńska bobsleistka, olimpijka (2002).
W lutym 2002 roku wystąpiła na igrzyskach olimpijskich w Salt Lake City. Wspólnie z Marią Spirescu wystartowała w rywalizacji kobiecych dwójek w bobslejach i zajęła w nich ostatnie, 15. miejsce. Po pierwszym przejeździe rumuńska dwójka plasowała się na 14. miejscu, przed Szwedkami. W drugim jednak Rumunki miały od Szwedek znacznie gorszy czas i ostatecznie z nimi przegrały, uzyskując łączny czas 1:40,74, czyli o ponad 0,4 s gorszy od Szwedek i o blisko 3 s gorszy od zwyciężczyń, Amerykanek.